# غاري بريدن
غاري بريدن هو لاعب هوكي جليد كندي، ولد في 25 مايو 1948 في إدمونتون في كندا.

## وصلات خارجية
- غاري بريدن على موقع EliteProspects.com (الإنجليزية)
- غاري بريدن على موقع HockeyDB.com (الإنجليزية)
- غاري بريدن على موقع Hockey-Reference.com (الإنجليزية)